# Fantoma înecată
Fantoma înecată (titlu original: Strandvaskaren) este un film suedez de groază thriller din 2004 regizat de Mikael Håfström. În rolurile principale joacă actorii Jesper Salen și Jenny Ulving.

## Prezentare
În urmă cu sute de ani, trei elevi de la o școală-internat au fost brutal sacrificați, iar criminalul s-a înecat într-un lac din apropiere și trupul său nu a fost niciodată găsit. Povestea a devenit o legendă de-a lungul generațiilor de studenți, ajungând să aibă și o festivitate anuală. Sara, o studentă, scrie un eseu bazat pe această legendă și descoperă informații noi care vor arunca umbre întunecate asupra numelui unuia dintre principalii sponsori ai școlii. În noaptea în care are loc o astfel de festivitate lucrurile încep să meargă foarte prost, elevii dispar și ceva întunecat și necunoscut se mișcă de-a lungul  coridoarelor școlii.

## Distribuție
- Rebecka Hemse ca Sara
- Jesper Salén ca Felix
- Jenny Ulving ca Therese
- Peter Eggers ca Leo
- Daniel Larsson ca Måns Weine
- Rebecca Ferguson ca Amanda
- Anders Ekborg ca Thomas
- Kjell Bergqvist ca Peder Weine
- Anders Ahlbom ca Bengt
- Tommy Andersson ca Pappan
- Sasa Bjurling ca Rebecka
- Alma Duran ca Rebecca ca a child
- Patrick Gillenhammar ca Felix ca a child
- Oskar Thunberg ca Doctor 1
- Stig Engström ca Professor Ek
- Erik Hultqvist ca Markus
- Kerstin Steinbach ca Laila
- Magnus Ehrner ca Doctor 2
- Bojan Westin ca Anna-Lisa
- Frans Wiklund ca Yngve
- Filip Benko ca Student